# Mount Emison
Mount Emison är ett berg i Antarktis. Det ligger i Östantarktis. Nya Zeeland gör anspråk på området. Toppen på Mount Emison är 2 050 meter över havet, eller 236 meter över den omgivande terrängen. Bredden vid basen är 9,1 km. Mount Emison ingår i Deep Freeze Range.
Terrängen runt Mount Emison är huvudsakligen bergig. Trakten är obefolkad. Det finns inga samhällen i närheten. 